# Hybocamenta
Hybocamenta  is een geslacht van kevers uit de familie van de bladsprietkevers (Scarabaeidae).

## Soorten
- Hybocamenta atriceps Moser, 1917
  - = Camenta brevicornis Moser, 1914
- Hybocamenta benitoana Brenske, 1898
- Hybocamenta brevicornis (Moser, 1914)
  - = Camenta brevicornis Moser, 1914
- Hybocamenta congoana Brenske, 1898
- Hybocamenta consentanea (Kolbe, 1914)
  - = Liocamenta consentanea Kolbe, 1914
- Hybocamenta coriacea (Péringuey, 1904)
- Hybocamenta descarpentriesi Frey, 1966
- Hybocamenta discrepans (Kolbe, 1914)
- Hybocamenta ferranti Moser, 1917
- Hybocamenta flabellata Burgeon, 1945
- Hybocamenta gabonensis Brenske, 1898
- Hybocamenta heptaphylla Burgeon, 1945
- Hybocamenta inops (Péringuey, 1904)
- Hybocamenta kivuana Burgeon, 1945
- Hybocamenta longiceps Frey, 1975
- Hybocamenta maritima Brenske, 1898
- Hybocamenta modesta (Péringuey, 1904)
- Hybocamenta morio (Fahraeus, 1857)
- Hybocamenta nigriceps Moser, 1914
- Hybocamenta kivuana Burgeon, 1945
- Hybocamenta longiceps Frey, 1975
- Hybocamenta maritima Brenske, 1898
- Hybocamenta modesta (Péringuey, 1904)
- Hybocamenta morio (Fahraeus, 1857)
- Hybocamenta nigriceps Moser, 1914
- Hybocamenta nigrita (Blanchard, 1850)
  - = Ablabera intermedia Blanchard, 1850
  - = Ablabera nigrita Blanchard, 1850
  - = Ablabera rufipennis Fahraeus, 1857
- Hybocamenta pallidicauda Arrow, 1925
- Hybocamenta pilosella (Péringuey, 1904)
- Hybocamenta pusilla (Burmeister, 1855)
- Hybocamenta rufina (Fahraeus, 1857)
- Hybocamenta rufopilosa Moser, 1924
- Hybocamenta saegeri Burgeon, 1945
- Hybocamenta simillima (Péringuey, 1904)
- Hybocamenta tongaatsana (Péringuey, 1904)
- Hybocamenta unicolor (Boheman, 1857)
- Hybocamenta upangwana Moser, 1917
- Hybocamenta urunguensis Moser, 1924
- Hybocamenta variabilis (Fahraeus, 1857)